# Rów Izu-Ogasawara

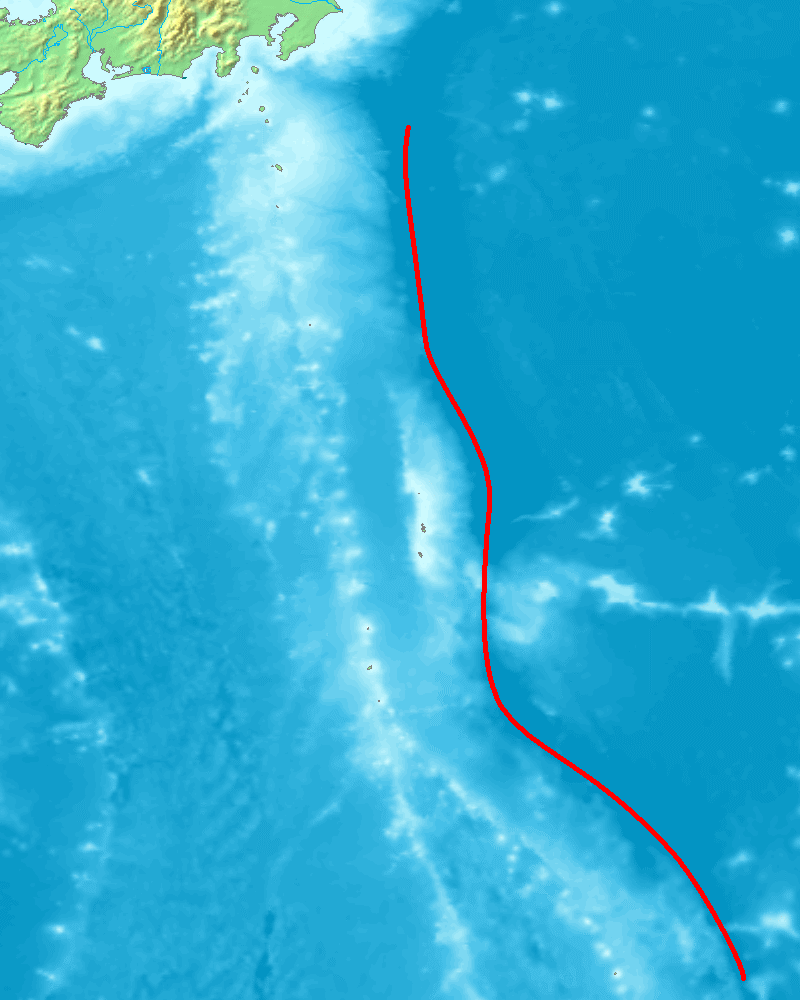

Rów Izu-Ogasawara (dawniej rów Bonin) – rów oceaniczny na dnie zachodniej części Oceanu Spokojnego. Znajduje się na wschód od japońskich wysp Ogasawara. Ciągnie się od Wysp Japońskich po północną część Rowu Mariańskiego. Stanowi środkową część systemu rowów ciągnących się od Kamczatki po Moluki. Jego głębokość w najgłębszym miejscu wynosi 10 640 m p.p.m.
Na wschód od Rowu Izu-Ogasawara rozpościera się płyta pacyficzna, a na zachód płyta filipińska.